# André Ledran
André Ledran, né le 16 janvier 1933 à Carentan (Manche), est un homme politique français.

## Biographie
André Ledran est né dans une famille de huit enfants de Carentan. Son père, ouvrier dans l'entreprise Gloria, est un ancien poilu, sympathisant SFIO. Ses bons résultats scolaires l'amènent à passer le concours de l'école normale, qu'il intègre dans le Calvados, à Trouville.
Après l'école normale, il fait son service militaire et se trouve mobilisé en Algérie comme sous-lieutenant en 1956. Il y rencontre son épouse et y reste pour enseigner après l'indépendance, jusqu'en 1969. Il y passe un DES d'histoire-géographie, puis rentre en France pour préparer l'agrégation.
Il enseigne dans le Calvados (Vire, Douvres-la-Délivrande, Hérouville-Saint-Clair) jusqu'en 1986. En 1972, il rencontre Louis Mexandeau, qui devient son mentor en politique et le pousse à adhérer au tout jeune parti socialiste né du congrès d'Epinay. En 1973, il devient président de la fédération socialiste du Calvados en remplacement de Louis Mexandeau, élu à la députation. Après la victoire de 1982, il est député socialiste de 1986 à 1988.
Il est conseiller général (PS) du canton d'Ouistreham de 1982 à 2015 et maire de cette commune de 1983 à 2014. Il préside notamment à la création du port moderne de Ouistreham et à l'ouverture de la ligne de ferry entre Ouistreham et l'Angleterre.

## Mandats
Assemblée nationale
- Député du Calvados de 1986 à 1988

Conseil général du Calvados
- Conseiller général du canton d'Ouistreham de 1982 à 2015

Commune d'Ouistreham
- Conseiller municipal depuis 1983
- Maire de 1983 à 2014.